# Zdeněk Jaroň
Zdeněk Jaroň (* 9. června 1960 Bohumín) byl český a československý politik a bezpartijní poslanec (respektive poslanec za Občanské fórum) Sněmovny lidu Federálního shromáždění po sametové revoluci.

## Biografie
V roce 1985 absolvoval strojní fakultu Vysokého učení technického v Brně, obor přístrojová a regulační technika, v roce 1999 pak bakalářské studium Veřejné ekonomie na Ekonomicko-správní fakultě Masarykovy univerzity.
V listopadu 1989 se podílel na založení Občanského fóra v Kroměříži. Profesně je k roku 1990 uváděn jako vývojový pracovník podniku PAL-Magneton, bytem Kroměříž. V 90. letech se přestěhoval zpět do rodného Bohumína.
K roku 2023 se uvádí jako jednatel firmy Dessa s. r. o., sídlící v Bohumíně, jež se zabývá kamionovou dopravou, projekcí technického zabezpečení budov a realizací vzduchotechniky.

## Politické působení
V lednu 1990 zasedl v rámci procesu kooptací do Federálního shromáždění po sametové revoluci do Sněmovny lidu (volební obvod č. 98 - Kroměříž, Jihomoravský kraj) jako bezpartijní poslanec (respektive za OF), kdy nahradil Janu Pekařovou. Ve Federálním shromáždění setrval do konce funkčního období, tedy do svobodných voleb roku 1990, ve kterých neúspěšně kandidoval do České národní rady.
Neúspěšně kandidoval do za do zastupitelstva Bohumína v komunálních volbách coby nestraník za Unii svobody v roce 1998, jako nestraník za Českou pirátskou stranu v roce 2018 a coby její člen v roce 2022. Členem Pirátů je od roku 2019, do strany ho přivedl jeho syn.
V krajských volbách v roce 2020 kandidoval neúspěšně do Zastupitelstva Moravskoslezského kraje.